# Low Tarn
Der Low Tarn ist ein kleiner See oder Tarn im Lake District, Cumbria, England. Der Low Tarn liegt im Wasdale Tal oberhalb vom Wast Water See an der westlichen Seite eines Bergrückens, der vom Red Pike und Yewbarrow gebildet wird.
Der See hat keinen erkennbaren Zufluss. Der Brimfull Beck, der in den Over Beck mündet bildet den Abfluss des Low Tarn.